# Shingo Suzuki
Shingo Suzuki (鈴木 慎吾 Suzuki Shingo?, nacido el 20 de marzo de 1978 en Saitama) es un exfutbolista japonés.J. League (en japonés)</ref> Jugaba de centrocampista y su último club fue el Albirex Niigata Singapur.

## Trayectoria

### Clubes
| Club                     | País     | Año         |
| ------------------------ | -------- | ----------- |
| Urawa Reds               | Japón    | 1996        |
| Yokogawa Electric        | Japón    | 1997 - 1998 |
| Albirex Niigata          | Japón    | 1999 - 2007 |
| Kyoto Purple Sanga       | Japón    | 2002 - 2003 |
| Oita Trinita             | Japón    | 2007 - 2009 |
| Kyoto Sanga FC           | Japón    | 2010 - 2011 |
| Tokyo Verdy              | Japón    | 2012        |
| Giravanz Kitakyushu      | Japón    | 2012        |
| Albirex Niigata Singapur | Singapur | 2013        |

## Estadística de carrera

### J. League
| Club                | Año   | J. League | J. League | Copa J. League | Copa J. League | Total | Total |
| Club                | Año   | Part.     | Goles     | Part.          | Goles          | Part. | Goles |
| ------------------- | ----- | --------- | --------- | -------------- | -------------- | ----- | ----- |
| Urawa Reds          | 1996  | 0         | 0         | 0              | 0              | 0     | 0     |
| Albirex Niigata     | 1999  | 30        | 8         | 2              | 0              | 32    | 8     |
| Albirex Niigata     | 2000  | 40        | 11        | 2              | 0              | 42    | 11    |
| Albirex Niigata     | 2001  | 42        | 16        | 2              | 0              | 44    | 16    |
| Kyoto Purple Sanga  | 2002  | 30        | 7         | 6              | 3              | 36    | 10    |
| Kyoto Purple Sanga  | 2003  | 30        | 1         | 4              | 0              | 34    | 1     |
| Albirex Niigata     | 2004  | 30        | 5         | 5              | 2              | 35    | 7     |
| Albirex Niigata     | 2005  | 29        | 4         | 6              | 0              | 35    | 4     |
| Albirex Niigata     | 2006  | 34        | 9         | 5              | 1              | 39    | 10    |
| Albirex Niigata     | 2007  | 17        | 0         | 4              | 0              | 21    | 0     |
| Oita Trinita        | 2007  | 15        | 3         | 0              | 0              | 15    | 3     |
| Oita Trinita        | 2008  | 34        | 2         | 9              | 2              | 43    | 4     |
| Oita Trinita        | 2009  | 21        | 0         | 1              | 0              | 22    | 0     |
| Kyoto Sanga FC      | 2010  | 3         | 0         | 3              | 0              | 6     | 0     |
| Kyoto Sanga FC      | 2011  | 4         | 1         | -              | -              | 4     | 1     |
| Tokyo Verdy         | 2012  | 0         | 0         | -              | -              | 0     | 0     |
| Giravanz Kitakyushu | 2012  | 9         | 0         | -              | -              | 9     | 0     |
| Total               | Total | 368       | 67        | 49             | 8              | 417   | 75    |

## Palmarés

### Títulos nacionales
| Título             | Club               | País  | Año  |
| ------------------ | ------------------ | ----- | ---- |
| Copa del Emperador | Kyoto Purple Sanga | Japón | 2002 |
| Copa J. League     | Oita Trinita       | Japón | 2008 |